# Де Лай, Гаэтано
Гаэтано де Лай (итал. Gaetano de Lai; 30 июля 1853, Мало, Ломбардо-Венецианское королевство — 24 октября 1928, Рим, Итальянское королевство) — итальянский куриальный кардинал и папский сановник. Заместитель секретаря Священной Конгрегации Собора с 23 марта 1891 по 19 июня 1903. Про-секретарь Священной Конгрегации Собора с 19 июня по 11 ноября 1903. Секретарь Священной Конгрегации Собора с 11 ноября 1903 по 16 декабря 1907. Секретарь Священной Консисторской Конгрегации с 20 октября 1908 по 24 октября 1928. Вице-декан Священной Коллегии Кардиналов с 23 марта 1919 по 24 октября 1928. Кардинал-дьякон с 16 декабря 1907, с титулярной диаконией Сан-Никола-ин-Карчере с 19 декабря 1907 по 27 ноября 1911. Кардинал-епископ Сабины с 27 ноября 1911 по 3 июня 1925. Кардинал-епископ Сабины и Поджо-Миртето с 3 июня 1925.